# 深海魚の夢は所詮、/アーティスト
「深海魚の夢は所詮、/アーティスト」（しんかいぎょのゆめはしょせん/アーティスト）は、vistlipの10枚目のシングル。2012年10月31日発売。発売元はマーベラスAQL。

## 解説
9thシングル「B」から約4ヵ月ぶりのリリース。
「Secret File」、「深海魚の夢は所詮、」「アーティスト」のインスト付きの豪華ブックレット盤、「アーティスト」のvideo clip+TVsize Video Clip付きアニメ盤、「深海魚の夢は所詮、」のvideo clip付きの「vister」、「HEART ch.」付きの「lipper」の4タイプ発売となる。
vistlip初の両A面シングル。また、シングル、ミニアルバム、アルバム含め初めて表題曲に日本語が使用された。
「深海魚の夢は所詮、」はテレビ朝日系『musicる TV』のエンディングテーマに、「アーティスト」はテレビ東京系アニメ『遊☆戯☆王ZEXAL II』のエンディングテーマにそれぞれ使用されている。vistlipが遊戯王シリーズのエンディングテーマを担当するのは「-OZONE-」に続き二度目である。

## 収録曲

### 豪華ブックレット盤
CD
1. 深海魚の夢は所詮、
  - 作詞: 智、作曲: Yuh・Tohya、編曲: vistlip

長い副題のようなものが付いており「深海魚の夢は所詮、〜The deep sea fish in the well knows nothing of the great ocean.〜」とも表記される。
2. アーティスト 
  - 作詞: 智、作曲:瑠伊、編曲: vistlip
3. Secret File
  - 作詞: 智、作曲: Yuh・Tohya、編曲: vistlip
4. 深海魚の夢は所詮、(inst)
5. アーティスト(inst)

### アニメ盤
CD
1. アーティスト
2. 深海魚の夢は所詮、

DVD
1. 「アーティスト」 VIDEO CLIP+TVsize Video Clip収録

### vister
CD
1. 深海魚の夢は所詮、
2. アーティスト

DVD
1. 「深海魚の夢は所詮、」 VIDEO CLIP

### lipper
CD
1. 深海魚の夢は所詮、
2. アーティスト
3. HEART ch.
  - 作詞: 智、作曲: Tohya、編曲: vistlip